# Roncelin von Marseille
Roncelin von Marseille († 1215 in Marseille) war Mönch und als Roncelin I. Abt des Klosters Sankt Viktor in Marseille. 

## Werdegang
Roncelin stammte aus einer mächtigen Familie von Vicomtes (Burggraf oder Vizegraf) in Marseille. Er war der Bruder von Raimond Geoffroi genannt Barral, der bereits das Amt des Vicomte bekleidete. Dessen Schwiegersohn Hugo von Baux erhob Anspruch auf das Amt des Vizegrafen von Marseille, doch setzten sich die Bürger der Stadt dagegen zur Wehr. Nach dem Tod von Raimond Geoffroi im Jahr 1192 führten sie, um Hugo von Baux zuvorzukommen, Roncelin von seiner Funktion im Kloster Sankt Viktor hinweg und wählten ihn zum Vizegrafen.
Nach seinem Austritt aus dem Kloster und der Übernahme des städtischen Amtes verheiratete sich Roncelin. Erst im Jahr 1209 erfolgte die Reaktion der Kurie. Papst Innozenz III. schritt ein und exkommunizierte Roncelin, der sich im Jahr 1211 unterwarf, seine Ehefrau verstieß und in das Kloster zurückkehrte.